# Kvinnan på tåget (film)
Kvinnan på tåget (originaltitel: The Girl on the Train) är en amerikansk psykologisk thriller-film baserad på boken med samma namn av Paula Hawkins. Den är regisserad av Tate Taylor och skriven av Erin Cressida Wilson. Rollerna spelas av Emily Blunt, Rebecca Ferguson, Haley Bennett, Justin Theroux, Luke Evans, Édgar Ramírez, Allison Janney och Lisa Kudrow. Filmen hade biopremiär den 7 oktober 2016 i USA och den 9 november 2016 i Sverige.

## Handling
Rachel Watson tar pendeltåget till jobbet och varje dag betraktar hon paret som bor i ett hus som hennes tåg passerar. En morgon ser hon någonting chockerande hända utanför tågfönstret som förändrar tillvaron för flera berörda parter.

## Rollista (i urval)
- Emily Blunt – Rachel Watson
- Rebecca Ferguson – Anna Watson
- Haley Bennett – Megan Hipwell
- Justin Theroux – Tom Watson
- Luke Evans – Scott Hipwell
- Édgar Ramírez – Dr. Kamal Abdic
- Allison Janney – Officer Riley
- Lisa Kudrow – Martha
- Laura Prepon – Cathy
- Ross Gibby – David

## Produktion
Den 24 mars 2014 köptes filmrättigheterna till boken av DreamWorks Pictures. Erin Cressida Wilson anlitades som manusförfattare och Tate Taylor som regissör. Den 4 juni 2015 blev Emily Blunt erbjuden att spela huvudrollen Rachel. I augusti 2015 hade Rebecca Ferguson och Haley Bennett fått sina roller. Édgar Ramírez spelar Dr. Kamal Abdic. Justin Theroux spelar Tom och Allison Janney är polis. I november 2015 anslöt sig Lisa Kudrow och Luke Evans till rollbesättningen. Den 7 januari 2016 fick Laura Prepon sin roll som Cathy.